# پرتو ایکس نوا

انگاشت هنری یک سیستم دوتایی؛ یک جسم به نسبت پرجرم (سیاه‌چاله یا ستاره نوترونی) و یک ستاره همراه کم جرم. این تقریباً همان چیزی است که نواهای پرتو ایکس در حداکثر روشنایی به نظر می‌رسند.

پرتو ایکس نوا (انگلیسی: Soft X-ray transient) که به نام‌های «گذراهای پرتو ایکس نرم» (SXT) و «گذرای پرتو ایکس سیاه‌چاله» نیز شناخته می‌شوند، از یک جسم فشرده (معمولاً یک سیاه‌چاله اما گاهی از یک ستاره نوترونی و نیز نوعی «عادی» تشکیل شده‌اند. ستاره کم جرم (یعنی ستاره‌ای با جرم کسری از یک جرم خورشید). این اجرام تغییرات چشمگیری را در گسیل پرتو ایکس خود نشان می‌دهند که احتمالاً با انتقال متغیر جرم از ستاره معمولی به جسم فشرده ایجاد می‌شود، فرآیندی که برافزایش نامیده می‌شود. در واقع این جسم فشرده ستاره معمولی را «بلع» می‌کند و تابش پرتو ایکس می‌تواند بهترین دید را از چگونگی این فرایند (بلعیدن) ارائه دهد.[۳] نام «نرم» به این دلیل به وجود می‌آید که در بسیاری از موارد تابش پرتو ایکس نرم قوی (یعنی کم انرژی) از یک قرص برافزایشی نزدیک به جسم فشرده وجود دارد، اگرچه استثناهایی وجود دارد که کاملاً سخت هستند.